# أسوأ كابوس لي
أسوأ كابوس لي هو فيلم من نوع دراما وكوميديا ورومانسية أُصدر في 2011. الفيلم من توزيع باثى، وهو من إخراج آن فونتين، أما السيناريو فكان من كتابة آن فونتين ونيكولا مرسييه ‏.

## القصة
تقع أحداث الفيلم في بلجيكا وباريس.

## طاقم التمثيل
- اريك بيرجر
- إيزابيل أوبير
- جون لوك كوشارد
- لورنس كولوسي  [لغات أخرى]‏
- ليا غابرييل
- Philippe Magnan  [لغات أخرى]‏
- اوريليان ريكوان
- سمير قواسمي
- فرجينيا افيرا
- Émilie Gavois-Kahn [الإنجليزية]‏
- أندريه دوسولير
- بينويت بولفوردي
- هيروشي سوجيموتو
- Bruno Podalydès [الإنجليزية]‏

## الإنتاج
موسيقى الفيلم التصويرية كانت من تأليف برونو كولايس.

## وصلات خارجية
- أسوأ كابوس لي على موقع IMDb (الإنجليزية)
- أسوأ كابوس لي على موقع ميتاكريتيك (الإنجليزية)
- أسوأ كابوس لي على موقع روتن توميتوز (الإنجليزية)
- أسوأ كابوس لي على موقع نتفليكس (الإنجليزية)
- أسوأ كابوس لي على موقع قاعدة بيانات الأفلام العربية
- أسوأ كابوس لي على موقع ألو سيني (الفرنسية)
- أسوأ كابوس لي على موقع أول موفي (الإنجليزية)
- أسوأ كابوس لي على موقع فيلمافينيتي (الإسبانية)
- أسوأ كابوس لي على موقع قاعدة بيانات الأفلام السويدية (السويدية)
- أسوأ كابوس لي على موقع قاعدة بيانات الفيلم (الإنجليزية)